# DDR-Fußball-Oberliga 1954/55
Die DDR-Oberliga 1954/55 war die sechste Auflage der höchsten Spielklasse der DDR. Meister wurde der SC Turbine Erfurt, der damit seinen Meistertitel aus dem Vorjahr verteidigte. Die Saison begann am 5. September 1954 und endete am 24. April 1955.

## Vor der Saison
Erstmals seit ihrer Premierensaison hatte die Oberliga wieder die Ursprungsgröße von 14 Mannschaften, nachdem in der Vorsaison den drei Absteigern nur zwei Aufsteiger folgten. Die Anzahl der Oberligateilnehmer sollte sich danach nicht mehr ändern.
Außerdem brachte das Jahr 1954 tiefgreifende Veränderungen für den DDR-Fußball. Zur gezielten Entwicklung des Hochleistungssports erfolgte in den Bezirken die Gründung sogenannter Sportclubs (SC), deren Sektionen als Leistungsstützpunkt verschiedener Sportarten fungierten. Im Fußball wurden in diesem Zuge ein Großteil der Oberliga-Mannschaften – die bisher fast ausschließlich als Betriebssportgemeinschaften (BSG) firmierten – als Fußball-Sektionen in die Sportclubs eingegliedert.
In diesem Zuge fand in einigen Fällen die Verlegung ganzer Teams statt. So wurden die Mannschaften von Empor Lauter und Dynamo Dresden im November 1954 nach Rostock bzw. Berlin verlegt und dort an die neugegründeten Sportclubs Empor Rostock und Dynamo Berlin angeschlossen. Die Verlegung der Empor-Mannschaft hatte vor allem geografische Gründe, da der Norden der DDR in der Oberliga deutlich unterrepräsentiert war, während allein aus dem Bezirk Karl-Marx-Stadt gleich vier Gemeinschaften höchstklassig spielten. Eine weitere geplante Verlegung der Mannschaft von BSG Wismut Aue zum gleichnamigen Sportclub nach Karl-Marx-Stadt scheiterte am Protest der Bevölkerung, welcher in Streikdrohungen der Wismut-Bergleute seinen Höhepunkt fand. Somit blieb die neugebildete Fußballsektion des SC Wismut Karl-Marx-Stadt weiterhin in Aue ansässig.
Als Bestandteil der staatlich geförderten Bezirksleistungszentren wurden die Sportclubs mit der Ausbildung der talentiertesten und befähigsten Kadersportler ihrer Einzugsgebiete betraut. Während damit künftig in den Fußballsektionen die leistungsstärksten Spieler konzentriert wurden, mussten die Betriebssportgemeinschaften in der Regel ihre vielversprechendsten Talente – meist schon im Jugendalter – an die Sportclubs abgeben. Wie auch in anderen Mannschaftssportarten entstand somit im Oberliga-Fußball eine Zweiklassengesellschaft, welche zunehmend durch die Dominanz der SC-Teams geprägt werden sollte. Um die Meisterschaft 1954/55 spielten die Mannschaften von zehn Sportclubs und vier Betriebssportgemeinschaften.

## Sportclubbildungen
Im Zuge der Sportclubbildung zwischen September und November 1954 traten in der Oberliga mehrere Betriebssportgemeinschaften noch während der Saison unter neuen Bezeichnungen an. Der Übergang der BSG Chemie Leipzig in den SC Lokomotive fand bereits kurz vor Saisonstart (am 1. September) statt.
| BSG vor der Saison       | Sportclub nach der Umbenennung  |
| ------------------------ | ------------------------------- |
| BSG Turbine Erfurt       | SC Turbine Erfurt               |
| BSG Chemie Leipzig       | SC Lokomotive Leipzig           |
| SG Dynamo Dresden        | SC Dynamo Berlin *)             |
| BSG Wismut Aue           | SC Wismut Karl-Marx-Stadt       |
| BSG Aktivist Brieske-Ost | SC Aktivist Brieske-Senftenberg |
| BSG Rotation Dresden     | SC Einheit Dresden              |
| BSG Turbine Halle        | SC Chemie Halle-Leuna           |
| BSG Empor Lauter         | SC Empor Rostock *)             |
| BSG Einheit Ost Leipzig  | SC Rotation Leipzig             |

Legende: *) Umsiedlung

## Saisonverlauf

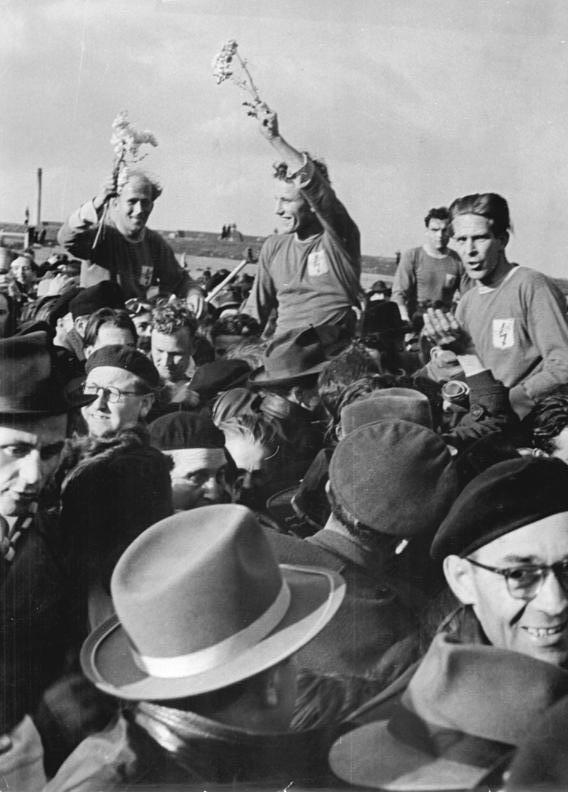
Turbine Erfurt feiert die Titelverteidigung

Der Saisonverlauf wurde maßgeblich durch die Umstrukturierungen beeinflusst. So war Dynamo Dresden lange Zeit Tabellenführer, konnte aber nach der Delegierung nach Berlin die Leistung nicht aufrechterhalten und schloss als drittschlechteste Rückrundenmannschaft die Saison nur als Siebter ab. Auch für Empor Lauter wirkte sich der Umzug negativ aus. Bis zum Umzug nach dem achten Spieltag lag die Mannschaft auf Platz drei, danach rutschte sie noch auf Platz neun ab. Erschwerend kam hinzu, dass einige Spieler zu anderen Mannschaften aus dem Erzgebirge wechselten. Die konstantesten Leistungen boten Turbine Erfurt und Wismut Karl-Marx-Stadt, die beide folgerichtig auch die ersten beiden Plätze belegten. Turbine war damit die erste Mannschaft, die ihren Fußball-Meistertitel in der DDR verteidigen konnte.
Für den Vizemeister des Vorjahres, Chemie Leipzig, dagegen verlief die Saison enttäuschend und man landete nur auf Platz elf. Noch schlechter verlief es für den Meister von 1952 Turbine Halle, der inzwischen an den SC Chemie Halle-Leuna angeschlossen worden war. Halle stieg zusammen mit Meerane aus der Oberliga ab. Für Meerane war es die letzte Spielzeit in der Oberliga.

## Abschlusstabelle
| Pl. | Verein                          | Sp. | S  | U  | N  | Tore    | Quote | Punkte |
| --- | ------------------------------- | --- | -- | -- | -- | ------- | ----- | ------ |
| 1.  | SC Turbine Erfurt (M)           | 26  | 13 | 8  | 5  | 058:250 | 2,32  | 34:18  |
| 2.  | SC Wismut Karl-Marx-Stadt       | 26  | 13 | 7  | 6  | 062:380 | 1,63  | 33:19  |
| 3.  | SC Rotation Leipzig             | 26  | 10 | 10 | 6  | 058:470 | 1,23  | 30:22  |
| 4.  | SC Einheit Dresden              | 26  | 13 | 3  | 10 | 064:550 | 1,16  | 29:23  |
| 5.  | BSG Motor Zwickau               | 26  | 13 | 2  | 11 | 051:490 | 1,04  | 28:24  |
| 6.  | SC Aktivist Brieske-Senftenberg | 26  | 11 | 5  | 10 | 037:440 | 0,84  | 27:25  |
| 7.  | SC Dynamo Berlin                | 26  | 12 | 2  | 12 | 050:490 | 1,02  | 26:26  |
| 8.  | ZSK Vorwärts Berlin (N, P)      | 26  | 10 | 6  | 10 | 043:460 | 0,93  | 26:26  |
| 9.  | SC Empor Rostock                | 26  | 12 | 2  | 12 | 029:330 | 0,88  | 26:26  |
| 10. | BSG Chemie Karl-Marx-Stadt (N)  | 26  | 8  | 9  | 9  | 034:430 | 0,79  | 25:27  |
| 11. | SC Lokomotive Leipzig           | 26  | 9  | 6  | 11 | 032:380 | 0,84  | 24:28  |
| 12. | BSG Rotation Babelsberg         | 26  | 10 | 3  | 13 | 036:360 | 1,00  | 23:29  |
| 13. | SC Chemie Halle-Leuna           | 26  | 8  | 4  | 14 | 028:520 | 0,54  | 20:32  |
| 14. | BSG Fortschritt Meerane         | 26  | 5  | 3  | 18 | 031:580 | 0,53  | 13:39  |

| (M) | Meister der letzten Saison     |
| (P) | Pokalsieger der letzten Saison |
| (N) | Aufsteiger der letzten Saison  |

| Aufsteiger aus der DDR-Liga 1954/55: BSG Lokomotive Stendal, BSG Fortschritt Weißenfels |

## Kreuztabelle
| 1954/55 | 1954/55                         | SC Turbine Erfurt | SC Wismut Karl-Marx-Stadt | SC Rotation Leipzig | SC Einheit Dresden | BSG Motor Zwickau | SC Aktivist Brieske-Senftenberg | SC Dynamo Berlin | ZSK Vorwärts Berlin | SC Empor Rostock | BSC Chemie Karl-Marx-Stadt | SC Lokomotive Leipzig | BSG Rotation Babelsberg | SC Chemie Halle-Leuna | BSG Fortschritt Meerane |
| 1.      | SC Turbine Erfurt               |                   | 1:1                       | 0:0                 | 1:0                | 1:2               | 0:2                             | 5:2              | 3:2                 | 4:0              | 5:0                        | 2:0                   | 3:0                     | 3:0                   | 5:0                     |
| 2.      | SC Wismut Karl-Marx-Stadt       | 2:2               |                           | 4:3                 | 6:3                | 5:2               | 3:1                             | 1:0              | 3:0                 | 5:0              | 2:0                        | 5:0                   | 3:0                     | 3:0                   | 2:1                     |
| 3.      | SC Rotation Leipzig             | 1:1               | 2:2                       |                     | 2:2                | 1:0               | 4:3                             | 5:1              | 1:1                 | 6:2              | 6:2                        | 0:2                   | 4:2                     | 4:1                   | 3:2                     |
| 4.      | SC Einheit Dresden              | 4:4               | 3:1                       | 8:1                 |                    | 7:2               | 2:0                             | 1:2              | 3:2                 | 2:1              | 1:0                        | 4:2                   | 1:0                     | 3:2                   | 2:1                     |
| 5.      | BSG Motor Zwickau               | 0:2               | 5:3                       | 5:3                 | 4:1                |                   | 3:0                             | 0:2              | 1:5                 | 2:1              | 3:1                        | 0:0                   | 1:0                     | 3:1                   | 1:1                     |
| 6.      | SC Aktivist Brieske-Senftenberg | 0:0               | 1:1                       | 0:4                 | 4:1                | 3:0               |                                 | 2:6              | 2:0                 | 1:0              | 0:0                        | 1:2                   | 1:0                     | 4:2                   | 3:1                     |
| 7.      | SC Dynamo Berlin                | 2:0               | 0:0                       | 1:1                 | 2:4                | 1:5               | 4:0                             |                  | 4:0                 | 2:0              | 0:3                        | 6:3                   | 0:3                     | 3:2                   | 2:1                     |
| 8.      | ZSK Vorwärts Berlin             | 2:5               | 3:2                       | 0:3                 | 3:1                | 1:0               | 2:2                             | 1:3              |                     | 2:1              | 2:2                        | 1:1                   | 1:0                     | 3:1                   | 6:3                     |
| 9.      | SC Empor Rostock                | 2:1               | 1:0                       | 2:0                 | 1:0                | 3:0               | 2:0                             | 1:0              | 1:1                 |                  | 0:0                        | 2:1                   | 1:0                     | 3:0                   | 3:0                     |
| 10.     | BSG Chemie Karl-Marx-Stadt      | 0:2               | 1:1                       | 1:1                 | 4:3                | 2:4               | 1:1                             | 1:3              | 0:0                 | 2:0              |                            | 2:1                   | 3:2                     | 0:1                   | 2:1                     |
| 11.     | SC Lokomotive Leipzig           | 1:1               | 3:3                       | 1:1                 | 0:1                | 1:0               | 4:1                             | 3:2              | 0:2                 | 1:0              | 0:2                        |                       | 0:1                     | 0:0                   | 2:0                     |
| 12.     | BSG Rotation Babelsberg         | 0:0               | 3:1                       | 1:1                 | 4:2                | 0:2               | 1:2                             | 4:1              | 1:0                 | 2:1              | 1:2                        | 0:2                   |                         | 6:1                   | 2:1                     |
| 13.     | SC Chemie Halle-Leuna           | 2:1               | 2:1                       | 2:0                 | 2:2                | 0:5               | 0:1                             | 2:1              | 2:1                 | 0:1              | 1:1                        | 1:0                   | 1:1                     |                       | 0:1                     |
| 14.     | BSG Fortschritt Meerane         | 0:6               | 1:2                       | 1:1                 | 4:3                | 4:1               | 1:2                             | 1:0              | 1:2                 | 1:0              | 2:2                        | 0:2                   | 1:2                     | 1:2                   |                         |

## Statistik

### Die Meistermannschaft
| BSG Turbine Erfurt |
| --- |
| Rolf Jahn (24 Spiele / Tore -) Wilhelm Hoffmeyer (23/-), Helmut Nordhaus (26/3), Gerhard Franke (24/3) Georg Rosbigalle (26/7), Jochen Müller (25/-) Lothar Weise (25/7), Heinz Hammer (19/1), Siegfried Vollrath (20/16), Rudolf Hermsdorf (24/3), Konrad Wallroth (25/13) Trainer: Hans Carl |
| außerdem: Manfred Schuster (Tor, 1/-), Jupp Simon (1/-); Karl-Heinz Löffler (14/-), Karl Meyer (9/1), Günter Konzack (6/2), Erwin Schymik (6/1), Günter Niewand (3/1), Erich Martin (2/1) |

### Tore
Es fielen 614 Tore, im Schnitt 3,37 pro Spiel. Die torreichsten Spiele waren Einheit Dresden – Rotation Leipzig 8:1 (16. Spieltag), Vorwärts Berlin – Fortschritt Meerane 6:3 (19.), Einheit Dresden – Motor Zwickau 7:2 (20.) sowie Dynamo Berlin – Lok Leipzig 6:3 (22.).
|    | Spieler            | Mannschaft                | Tore |
| -- | ------------------ | ------------------------- | ---- |
| 1. | Willy Tröger       | SC Wismut Karl-Marx-Stadt | 22   |
| 2. | Harry Arlt         | SC Einheit Dresden        | 17   |
| 3. | Heinz Satrapa      | SC Wismut Karl-Marx-Stadt | 16   |
| 3. | Siegfried Vollrath | SC Turbine Erfurt         | 16   |
| 5. | Erhard Meinhold    | BSG Motor Zwickau         | 14   |

### Zuschauer
Insgesamt sahen 2.524.500 Zuschauer die 182 Oberligaspiele, das war Schnitt von 13.871 Zuschauern pro Spiel. Mit 50.000 kam die meisten Besucher zum Leipziger Lokalderby SC Lok – SC Rotation am 23. Spieltag.

## Aufstiegsrunde
Da die DDR-Liga in dieser Spielzeit in drei statt wie bisher zwei Staffeln aufgeteilt war, mussten die drei Staffelsieger die beiden Aufstiegsplätze in einer Aufstiegsrunde ausspielen. Hierfür qualifizierten sich die Absteiger des Vorjahres sowie Oberliga-Gründungsmitglieder Lokomotive Stendal und Motor Dessau sowie mit Fortschritt Weissenfels eine Mannschaft, die noch nie in der Oberliga gespielt hatte. Es fand eine Zweifachrunde mit Hin- und Rückspielen statt.
| Pl.                             | Verein                     | Sp. | S | U | N | Tore    | Quote | Punkte |
| ------------------------------- | -------------------------- | --- | - | - | - | ------- | ----- | ------ |
| 1.                              | BSG Fortschritt Weißenfels | 4   | 3 | 1 | 0 | 010:600 | 1,67  | 07:10  |
| 2.                              | BSG Lokomotive Stendal     | 4   | 1 | 1 | 2 | 005:500 | 1,00  | 03:50  |
| 3.                              | BSG Motor Dessau           | 4   | 0 | 2 | 2 | 005:900 | 0,56  | 02:60  |
| Aufsteiger in die Oberliga 1955 |                            |     |   |   |   |         |       |        |

|                            |   |                        | Hinspiel | Rückspiel |
| -------------------------- | - | ---------------------- | -------- | --------- |
| BSG Fortschritt Weißenfels | – | BSG Lokomotive Stendal | 2:1      | 2:1       |
| BSG Fortschritt Weißenfels | – | BSG Motor Dessau       | 2:0      | 4:4       |
| BSG Lokomotive Stendal     | – | BSG Motor Dessau       | 2:0      | 1:1       |

## FDGB-Pokal
Der FDGB-Pokal wurde in dieser Spielzeit vom Vize-Meister SC Wismut Karl-Marx-Stadt gewonnen. Es war der erste von fünf Titeln (inkl. der Oberliga-Übergangsrunde 1955) in den folgenden fünf Jahren. Der Meister aus Erfurt schied im Halbfinale gegen Rostock aus.